# Fairfield Beach
Fairfield Beach és una concentració de població designada pel cens dels Estats Units a l'estat d'Ohio. Segons el cens del 2000 tenia 1.163 habitants.

## Demografia
Segons el cens del 2000, Fairfield Beach tenia 1.163 habitants, 470 habitatges, i 321 famílies. La densitat de població era de 690,8 habitants/km².
Dels 470 habitatges en un 30,2% hi vivien nens de menys de 18 anys, en un 54,7% hi vivien parelles casades, en un 9,6% dones solteres, i en un 31,5% no eren unitats familiars. En el 27% dels habitatges hi vivien persones soles el 12,3% de les quals corresponia a persones de 65 anys o més que vivien soles. El nombre mitjà de persones vivint en cada habitatge era de 2,47 i el nombre mitjà de persones que vivien en cada família era de 2,96.
Per edats la població es repartia de la següent manera: un 25,8% tenia menys de 18 anys, un 5,3% entre 18 i 24, un 28,6% entre 25 i 44, un 26,9% de 45 a 60 i un 13,3% 65 anys o més.
L'edat mediana era de 39 anys. Per cada 100 dones de 18 o més anys hi havia 99,3 homes.
La renda mediana per habitatge era de 33.882 $ i la renda mediana per família de 35.625 $. Els homes tenien una renda mediana de 37.898 $ mentre que les dones 25.677 $. La renda per capita de la població era de 16.486 $. Aproximadament el 3,6% de les famílies i el 6,3% de la població estaven per davall del llindar de pobresa.

## Poblacions més properes
El següent diagrama mostra les poblacions més properes.